# 洛林 (喬治亞州)
洛林（英語：Lorane）是位於美國喬治亞州比伯縣的一個非建制地區。該地的面積和人口皆未知。

## 地理
洛林的座標為32°54′50″N 83°46′27″W / 32.91389°N 83.77417°W，而該地的平均海拔高度為167米（即548英尺）。